# 西布克·亞諾
西布克·阿諾（シーブック・アノー、Seabook Arno），為《機動戰士鋼彈》系列動畫電影《机动战士GUNDAM F91》、系列漫畫《机动战士海盗GUNDAM》等作品中登場之架空人物。為《机动战士GUNDAMF91》的主角。男性，於動畫《机动战士GUNDAMF91》本篇中登場時年齡為17歲，於漫畫《机动战士海盗GUNDAM》中登場時年齡為28歲，動畫聲優為辻谷耕史。

## 人物
曾为殖民卫星“边境IV”上边境综合学园工业科的普通高中生。遭遇了宇宙世纪0123年3月16日的死亡先锋袭击后，与朋友一起躲避到了演习舰宇宙方舟上。期间成为了GUNDAMF91的驾驶员，并展开了与死亡先锋的作战。
母亲莫尼卡·阿諾是海军战略研究所（S.N.R.I.）生化电脑研究员，因为其工作狂的性格很少回家。而父亲萊斯利·阿諾虽是金属工程学权威，但为了与家人在一起，而甘願從事較低階層的焊接工維修工作。妹妹麗詩·阿諾，因为母亲长期在外工作，彼此关系较疏离。不过当GUNDAMF91在引导生物计算机时陷入胶著时，众人才发现麗詩从母亲手上学会的翻花绳游戏，是启动F91的关键。
同历代GUNDAM主人公一样，西布克也因人手不足而登上GUNDAMF91并取得了辉煌战果，是一名杰出的新人类驾驶员。在与死亡先锋的战斗中，西布克既有年轻人脆弱感性的一面，也表现出了敏捷的智慧。特别是与同学塞茜莉隔两边阵营的恋爱，更是高达系列的经典。
《机动战士GUNDAMF91》故事之后的十年，没有相关作品描写。直到宇宙世纪0128年「巴比伦先锋」事故，西布克以假名金凯度·那烏（キンケドゥ・ナウ）加入由比拉·羅拿（即賽西莉·菲亞查德）所组织的新死亡先锋军，驾驶海盗高达X1作战。直至《机动战士海盗高达 钢铁之七人》中仍有短暂登场，而海盗高达X1亦交于托比亚。
目前於《机动战士海盗高达 GHOST》再度出場，他與賽西莉的兩個兒子離家出走加入了神聖軍事同盟。在運送麵粉時遇上駕駛海盜高達X-0出走之馮特和貝兒，在贊斯卡爾地上殘餘部隊意圖挾特居民為人質換取宇宙船上宇宙時借用了X-0出擊，和馮特駕駛蓋德拉夫擊退贊斯卡爾部隊和試作型MS畢布隆茲。。

## 搭乘机体
- F91 高達F91
- RXR-44 钢坦克R-44
- XM-X1 (F97) 海盜鋼彈X1
  - XM-X1 海盜鋼彈X1改
- EMS-06 巴達拉
- XM-X0 (F97) 海盜鋼彈 X-0